# Пісняр червонолобий
Пісняр червонолобий (Cardellina rubrifrons) — вид горобцеподібних птахів родини піснярових (Parulidae). Поширений у Північній Америці.

## Поширення
Птах розмножується на південному заході Сполучених Штатів і на півночі Мексики. Зимує від центральної Мексики до Гондурасу. Гніздиться в соснових і дубових, ялинових і ялицевих лісах на висоті від 2000 до 3000 м над рівнем моря. Віддає перевагу каньйонам і крутим схилам, де дуб, тремтяча осика та клен (Acer grandidentatum) змішуються з кількома смереками чи ялицями. Взимку він часто відвідує асоціації сосен і дубів, вологі гірські ліси, хмарні ліси та прибережні ліси між 1300 м і 3000 м над рівнем моря.